# Ниловы
Ниловы — старинный русский дворянский род.
История дворянского рода этой фамилии начинается от Бориса Афанасьева Нилова, вёрстанного поместным окладом в 1654 году. Род дворян Ниловых был внёсен Губернским дворянским депутатским собранием в VI часть дворянской родословной книги Тамбовской губернии Российской империи.
- Нилов, Константин Дмитриевич (1856—1919) — российский адмирал, приближённый Николая II.

## Описание герба
Щит, разделенный надвое, имеет верхнюю половину, разрезанную диагонально к левому верхнему углу чертою, в которой изображены в красном поле три серебряные шестиугольные звезды, а под ними, в золотом поле, — стрела. В нижней половине, в серебряном поле, посредине горизонтально протекает река.
На щите дворянский коронованный шлем. Нашлемник: в серебряных латах рука с мечом. Намёт на щите голубой и красный, подложенный золотом. Щит держат два льва. Герб записан в Часть VII Общего гербовника дворянских родов Всероссийской империи, страница 100.